# Csuna
A Csuna (neve a felső szakaszán: Uda), (oroszul: Чуна, Уда) folyó Oroszország ázsiai részén, az Irkutszki területen és a Krasznojarszki határterületen. A Birjuszával egyesülve alkotja a Taszejeva folyót.

## Földrajz
Hossza: 1203 km, vízgyűjtő területe: 56 800 km², évi közepes vízhozama: 300 m³/sec.
A Keleti-Szaján Ugyinszki-hegységében ered, az Irkutszki terület délnyugati peremén. Felső szakaszán szűk hegyi völgyben előbb nyugatra, majd északra tart; neve Csunszkij településtől Csuna. Lejjebb a Közép-szibériai-fennsíkhoz tartozó Angara-felföld déli, alacsonyabb részén folyik északnyugat felé. A Krasznojarszki határterületen egyesül a balról, délkeletről érkező Birjuszával, innentől a folyó neve Taszejeva. 
Főként esővíz és hóolvadék táplálja. Novembertől április végéig – májusig befagy.
Felső folyásán jelentősebb város: Nyizsnyeugyinszk. Hídján vezet át a Krasznojarszk–Irkutszk közötti autóút és a transzszibériai vasút Irkutszk felé leágazó fővonala.